# Празький міський музей
Музей міста Праги (Празький міський музей) — чеський музейний заклад, заснований у 1881 році. Він зосереджується переважно на історії та передісторії міста Праги. Його головна будівля розташована у Флоренції, неподалік від вулиці Кржижикова (Прага 8, Нове Место, На Поржичі 1554/52). 2013 року об'єкти музею відвідало понад 1 мільйон відвідувачів, найвідвідуванішими з яких були Оглядова вежа Петршин (480 тисяч) і Дзеркальний лабіринт на Петршині (309 тисяч).

## Історія

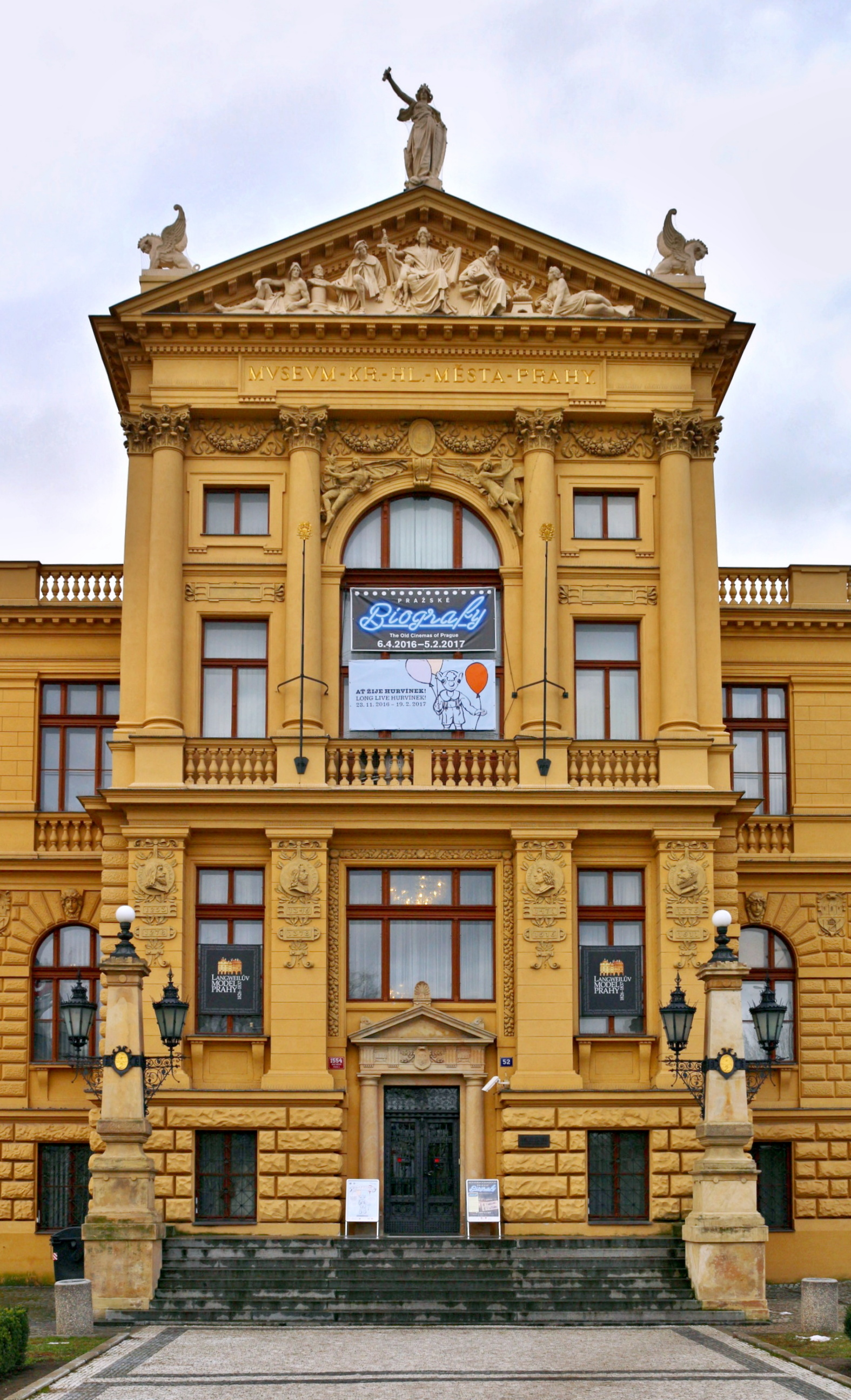
Ризаліт у фасаді будівлі

Музей був заснований у 1881 році, коли було створено музейний комітет. Причиною заснування установи було запобігання продажу та вивезенню пам'яток за кордон. Основним завданням музею було збирання та придбання реліквій, пов'язаних з історією Праги та життям пражан у минулому. Іншим завданням комітету було знайти будівлю, в якій придбані пам'ятки можна було б виставляти для публіки.
У 1882 році було придбано кафе-павільйон, а через рік музей було відкрито для відвідувачів. Кафе-павільйон, збудований у 1876 році, знаходився на захід від теперішньої головної будівлі музею; він був змушений поступитися місцем через будівництво шосе у 1974 році. У 1883 році першим директором музею став Бржетислав Єлінек (1843–1926), археолог-аматор і колекціонер старожитностей. Він залишався директором музею до 1913 року. Значний внесок у розвиток музею та його колекцій зробив архітектор Антонін Віль, який усе своє життя присвятив археології, збиранню та збереженню пам'яток. З 1882 року він був членом засновницького комітету музею. Він активно працював у музеї до самої смерті (1910 р.) як його директор-розпорядник і щодня відвідував його, щоб опрацьовувати чи поповнювати колекції.

## Головна будівля

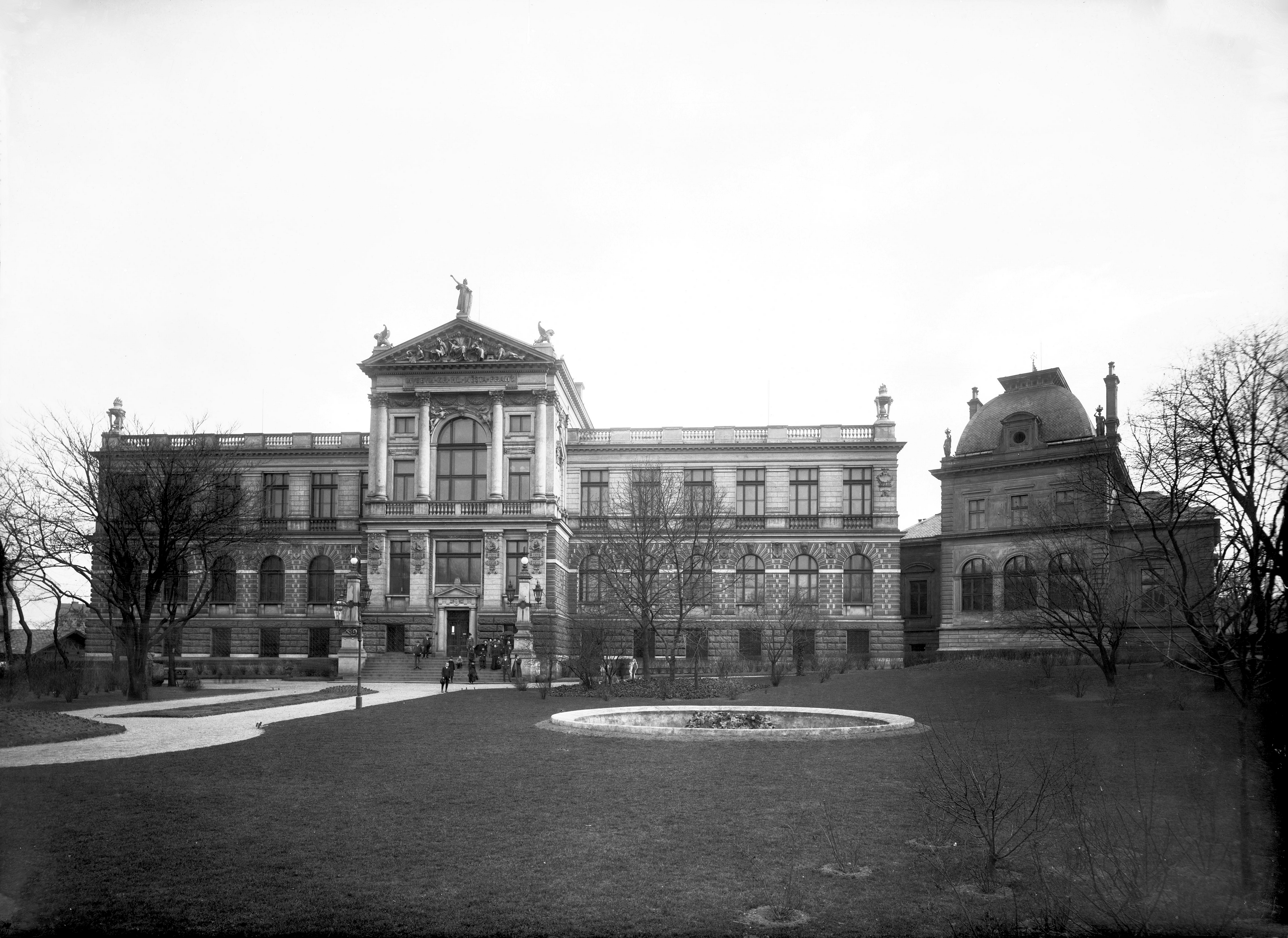
Головний корпус (включно з павільйоном кафе праворуч) 1902 р

Павільйон кафе був замалий для колекцій музею і недостатньо репрезентативний, тому комітет вирішив побудувати нову будівлю. Початкові плани розробили архітектори Антонін Віл та Ян Коула, новий проєкт розробив Антонін Бальшанек. Будівля в стилі неоренесансу була побудована між 1896 і 1898 роками й урочисто відкрита 27 вересня 1900 року. Вона двоповерхова, утворена двома бічними флігелями та посередині з виступаючим ризалітом, який завершується тимпаном. У ньому можна побачити рельєф «Історія з мистецтвом, наукою і ремеслами утворюють славу нашого минулого» Ладіслава Шалоуна, а на його вершині — статую «Алегорія Праги» того ж автора. Тильний фасад розділений напівкруглим контрфорсом.
Усередині будівлі в центрі знаходиться вестибюль зі сходами, у крилах — виставкові зали. Сходи прикрашає циклораматична картина Антоніо Саккетті «Вид на Прагу з вежі Маломіського мосту».
Будівля є пам'яткою архітектури.

## Експозиція
У головному корпусі знаходиться один з найпривабливіших експонатів музейних колекцій — модель Праги Ленгвейля. Детальний паперовий макет площею близько 20 м2 з понад 2000 об'єктів відображає стан історичного центру міста в 1826—1837 роках. Окрім постійних виставок, музей пропонує також короткострокові виставки. До складу Музею міста Праги також входять Підскальська митниця у Витоні, Будинок на Золотому кільці (Týnská 6), Вілла Мюллера (Nad Hradní vodojemem 14), Вілла Ротмаєра (U páté baterie 50), замковий комплекс Цтеніце та Центр документації та досліджень Норбертів.

### Головна будівля
- Прага в доісторичні часи
- Середньовічна Прага
- Прага на зламі Середньовіччя та Нового часу
- Прага в стилі бароко
- Модель Праги Ленгвейля
- 3D кінотеатр — віртуальний політ макетом Праги Ленгвейла
- Ласкаво просимо до середньовічного будинку — дитячого музею
- Книга відвідувачів пам'яток

### Замковий комплекс Цтеніце
- Замок Цтеніце / Історія, забудова та реставрація
- Історія міста Вінорже / Від доісторичних часів до 20 століття

## Галерея

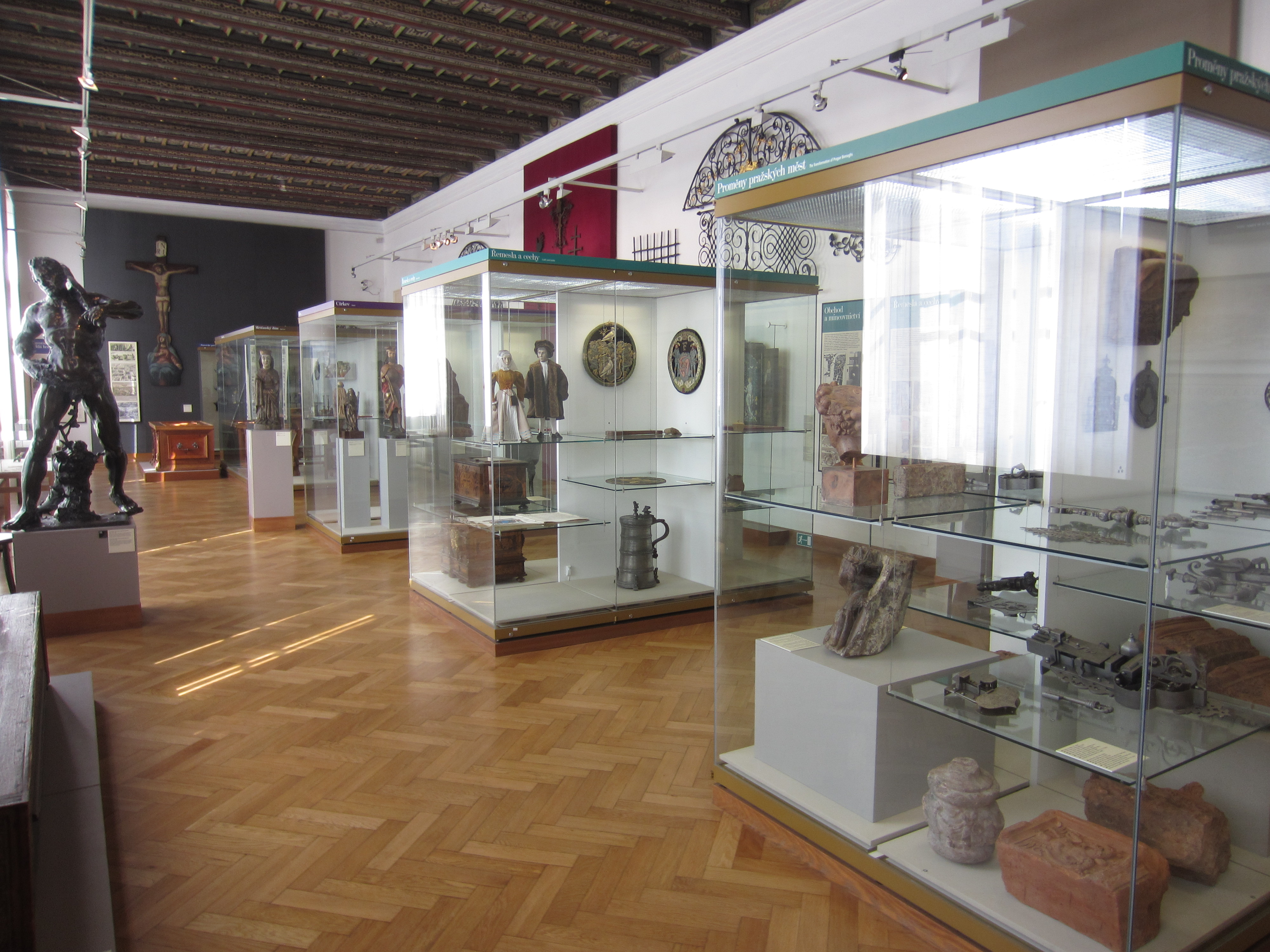
Історична колекція
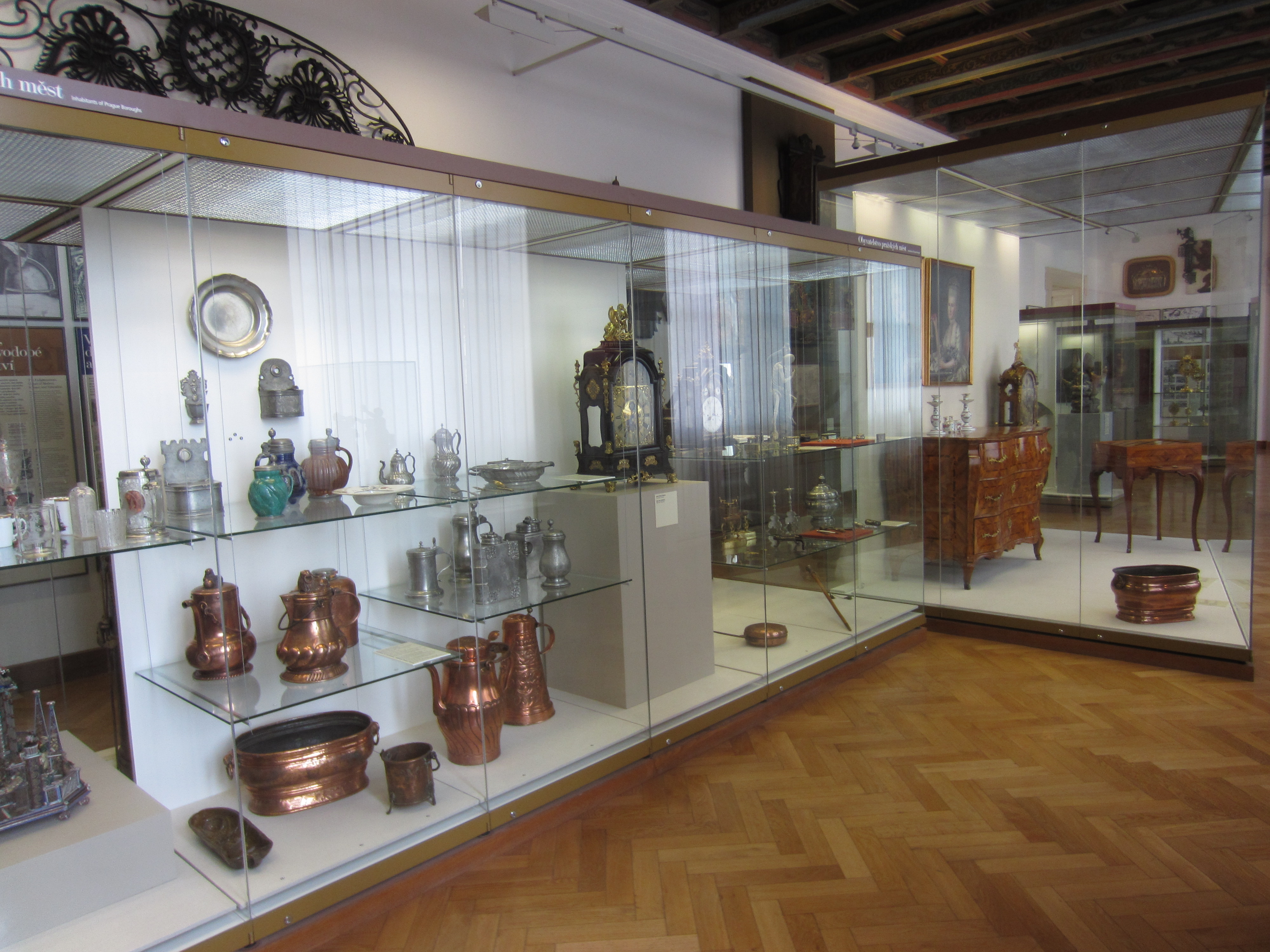
Декоративно-прикладне мистецтво
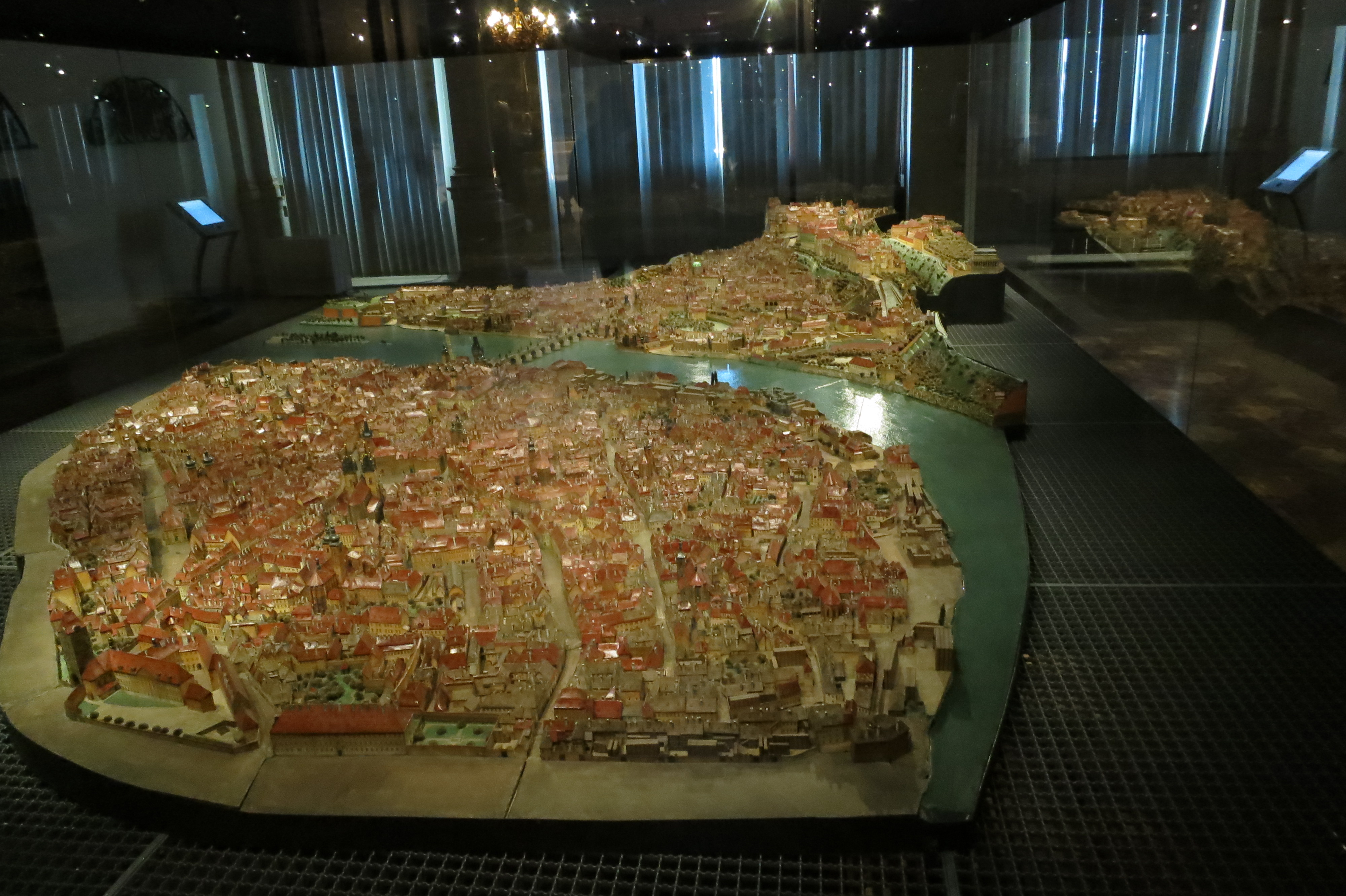
Модель історичного міста Лангвейла (1826-1837)
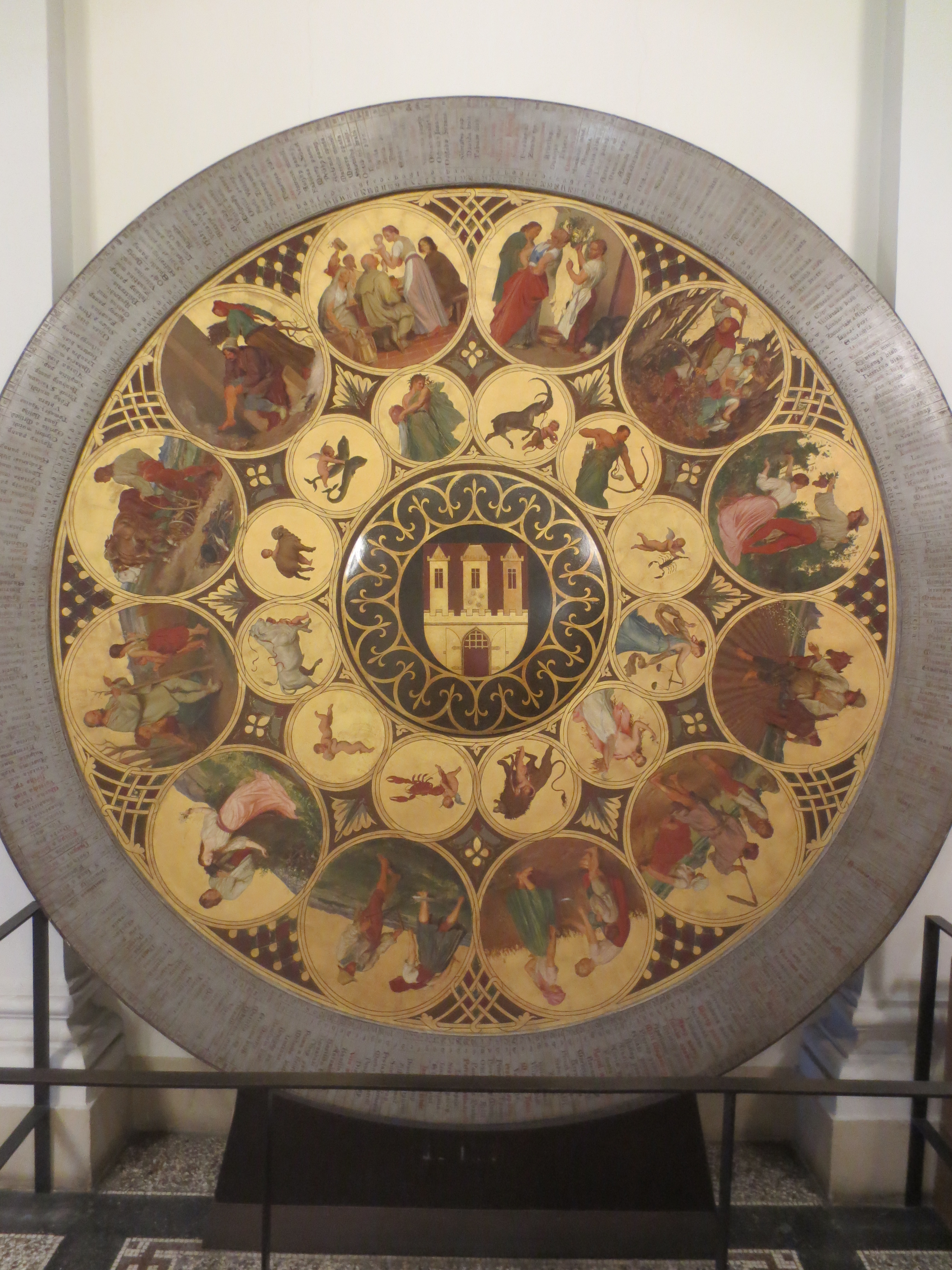
Календарна табличка Староміського астрономічного годинника Йозефа Манеса 1865 року